# Gerald Melzer
Gerald Melzer (ur. 13 lipca 1990 w Wiedniu) – austriacki tenisista, reprezentant w Pucharze Davsa.

## Kariera tenisowa
Zawodowym tenisistą jest od 2007 roku.
W grze pojedynczej wygrał 7 turniejów rangi ATP Challenger Tour.
Od roku 2014 reprezentuje Austrię w Pucharze Davisa.
W rankingu gry pojedynczej najwyżej był na 68. miejscu (21 listopada 2016), a w klasyfikacji gry podwójnej na 197. pozycji (28 kwietnia 2014).

### Zwycięstwa w turniejach ATP Challenger Tour w grze pojedynczej
| Końcowy wynik | Nr | Data                 | Turniej         | Nawierzchnia | Przeciwnik         | Wynik finału  |
| ------------- | -- | -------------------- | --------------- | ------------ | ------------------ | ------------- |
| Zwycięzca     | 1. | 23 lutego 2014       | Morelos         | Twarda       | Víctor Estrella    | 6:1, 6:4      |
| Zwycięzca     | 2. | 10 stycznia 2016     | Mendoza         | Ceglana      | Axel Michon        | 4:6, 6:4, 6:0 |
| Zwycięzca     | 3. | 31 stycznia 2016     | Bucaramanga     | Ceglana      | Paolo Lorenzi      | 6:3, 6:1      |
| Zwycięzca     | 4. | 20 lutego 2016       | Morelos         | Twarda       | Alejandro González | 7:6(4), 6:3   |
| Zwycięzca     | 5. | 8 października 2016  | Al-Muhammadijja | Ceglana      | Stefanos Tsitsipas | 3:6, 6:3, 6:2 |
| Zwycięzca     | 6. | 29 października 2017 | Lima            | Ceglana      | Jozef Kovalík      | 7:5, 7:6(4)   |
| Zwycięzca     | 7. | 4 listopada 2017     | Guayaquil       | Ceglana      | Facundo Bagnis     | 6:3, 6:1      |